# Fuzarioza kolb kukurydzy

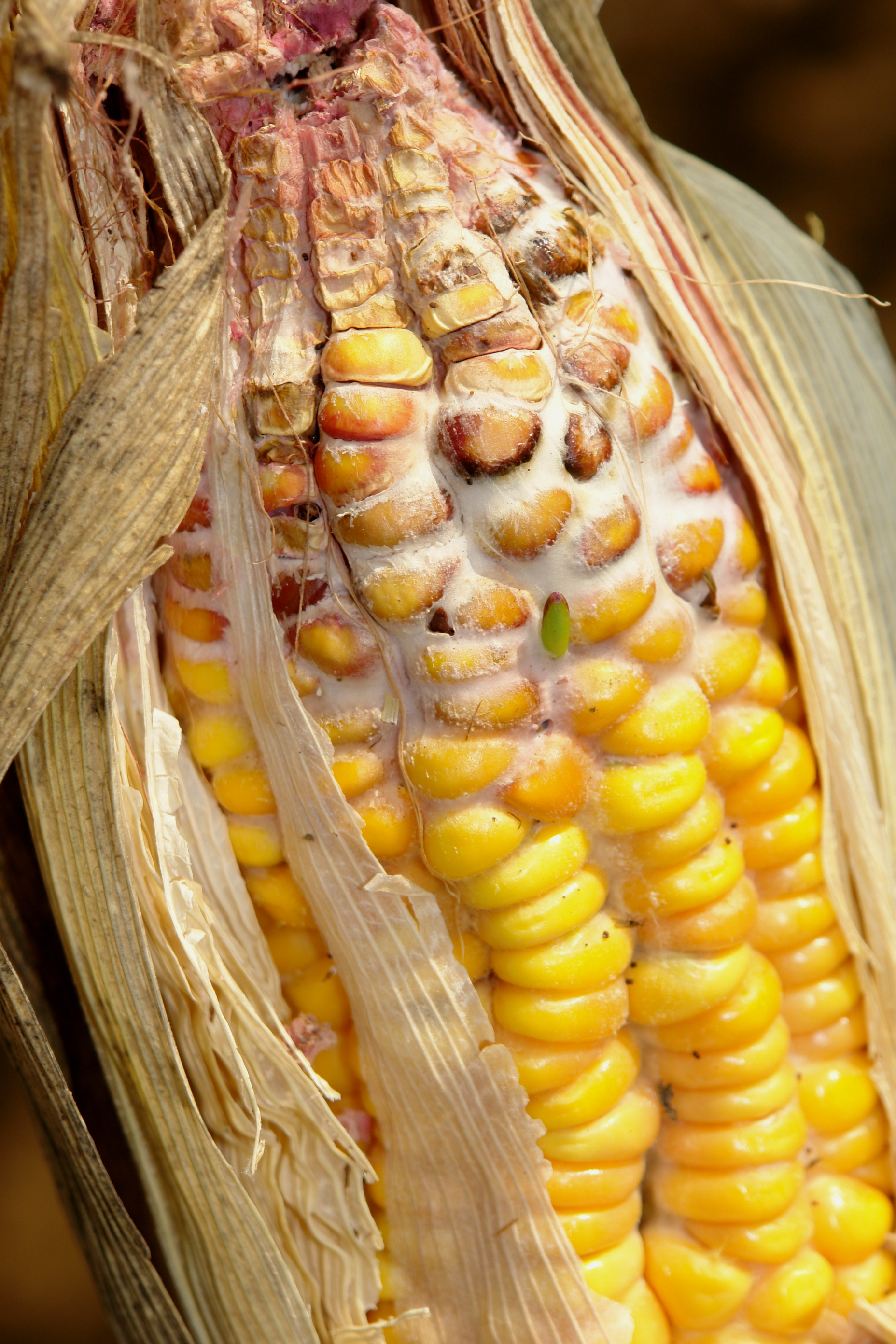
Fuzarioza kolb

Fuzarioza kolb kukurydzy – grzybowa choroba kolb kukurydzy wywołana przez 3 gatunki grzybów: Fusarium culmorum, Gibberella fujikuroi i Gibberella zeae. Należy do grupy chorób zwanych fuzariozami. Dawniej opisywano ją jako grupę chorób pod nazwą fuzarioza kukurydzy, obecnie są to dwie odrębne choroby: fuzarioza kolb kukurydzy i fuzaryjna zgorzel łodyg kukurydzy.

## Występowanie i szkodliwość
Fuzarioza należy do najbardziej pospolitych chorób kukurydzy w obszarach o klimacie umiarkowanym. Wyrządza ogromne szkody na jej plantacjach. W czasie wilgotnej wiosny i przy chłodnej pogodzie może spowodować zamieranie 30–60% siewek w okresie wschodów i porażenie do 60% łodyg. Straty w plonie mogą wynieść do 20% masy ziarna. Ponadto wywołujące tę chorobę patogeny wytwarzają trujące dla ludzi i zwierząt mykotoksyny. Zainfekowane ziarno ma obniżoną wartość siewną.
W wyniku fuzariozy kolb następuje niszczenie znajdujących się w nich ziarniaków i zanieczyszczenie ziarna mykotoksynami. Głównie są to: deoksyniwalenol, zearalenon, fumonizyny. Porażone ziarno jest szczególnie trujące dla drobiu i trzody. Z tego powodu podczas skupu jest dokładnie sprawdzane na obecność mykotoksyn.
Wśród uprawianych w Polsce odmian kukurydzy najbardziej wrażliwa na fuzariozę jest Zea mays var. saccarata (kukurydza cukrowa).

## Objawy
Zgorzel kolb rozpoczyna się od ich wierzchołka. Grzybnia przerastająca ziarniaki i miąższ osadki kolby powoduje ich gnicie. Na porażonych częściach kolby i okrywających ją liściach powstają naloty i przebarwienia w kolorze od różowego do wiśniowego. Stają się szczególnie intensywne podczas wilgotnej pogody. Powierzchnia ziarniaków i liści okrywowych kolb pokrywa się wówczas sporodochiami.

## Epidemiologia
Grzybnia patogenów może przetrwać na ziarniakach i wraz z nimi dostać się do gleby podczas zasiewów. Patogeny mogą także w postaci grzybni lub chlamydospor przetrwać zimę na pozostawionych na polu resztkach pożniwnych zbóż. Zdolność do przetrwania w postaci chlamydospor mają Fusarium culmorum i Gibberella zeae. U G. zeae mogą zimować również perytecja.
Kolby zainfekowane mogą być na dwa sposoby; patogen może wniknąć przez znamiona słupków podczas kwitnienia lub przez drobne rany powstałe w wyniku żerowania owadów. Szczególnie dużą rolę odgrywa przy tym omacnica prosowianka (Ostrinia nubilalis). Jej masowe pojawienia się skorelowane są z nasileniami fuzariozy kolb. Infekcji dokonują głównie zarodniki konidialne, ale u G. zeae także askospory.
Gibberella fujikuroi odgrywa szczególną rolę w fuzariozie kukurydzy. Jest endobiontem i zazwyczaj jego rozwój w kukurydzy przebiega bezobjawowo. Jednak podczas suszy i wysokich temperatur powoduje bardzo silne porażenie, zwłaszcza u odmian cukrowych.

## Ochrona
Nie stosuje się zwalczania chemicznego (opryskiwań). Można jedynie zapobiegać chorobie lub ograniczać jej nasilenie przez:
- usuwanie resztek pożniwnych i głęboką orkę jesienną
- stosowanie zdrowego materiału siewnego
- zaprawianie materiału siewnego fungicydami
- stosowanie płodozmianu. Nie powinno się kukurydzy uprawiać na tym samym polu częściej, niż co 4 lata
- uprawianie odmian odpornych na chorobę
- uprawianie odmian odpornych na omacnicę prosowiankę
- zbiór kukurydzy zaraz po dojrzeniu ziarna
- właściwe magazynowanie ziarna.